# 中国人民解放军联勤保障部队第九四〇医院
中国人民解放军联勤保障部队第九四〇医院，位于甘肃省兰州市七里河区南滨河路333号，隶属西宁联勤保障中心，为三级甲等医院。

## 简介
1938年11月筹办八路军军医院，院址设在延安拐峁村（今属陕西省延安市宝塔区李渠镇）。苏井观任院长，汪东兴任政委。1939年5月3日，八路军军医院开院典礼举行，八路军总政治部主任王稼祥、副主任谭政，军委参谋长滕代远与会祝贺，印度援华医疗队成员也参加开院典礼。1939年11月12日，白求恩殉职。1939年12月1日，八路军总部颁发命令，将八路军军医院更名为白求恩国际和平医院（后来设分院后改称白求恩国际和平医院总院）。1940年初，白求恩国际和平医院迁驻柳树店（今属陕西省延安市宝塔区桥沟镇），院长鲁之俊，政委刘新权。1943年3月20日，与刘万家沟的八路军野战医院对换驻地，从柳树店迁驻刘万家沟（今属陕西省延安市宝塔区李渠镇）。八路军野战医院于1940年6月11日正式成立，隶属八路军留守兵团，1940年9月八路军医科大学成立后，八路军野战医院成为该校临床实习医院，1943年3月迁至柳树店。
1944年春，美国医生马海德从军直门诊部调到延安白求恩国际和平医院外科工作。延安白求恩国际和平医院的医生还有祁开仁、谭壮、黄树则、李亭植、徐根竹等，翻译有董均伦。加拿大、美国援华医疗队，印度援华医疗队、公谊救护队的医务人员先后在延安白求恩国际和平医院工作。1946年10月30日，英国援华会会长克利浦斯夫人一行访问延安期间，曾参观该医院。1946年6月，全面内战爆发。1946年11月，白求恩国际和平医院总院奉命改编为陕甘宁晋绥联防军卫生部第二后方医院，撤出延安，同时将白求恩国际和平医院总院的名称转交给延安中央医院（后来演变为北京医院、西安市儿童医院、唐都医院等）。
1947年7月，医院番号改为中国人民解放军西北野战军第二后方医院，归中国人民解放军西北野战军后勤部领导。1949年2月，番号改为中国人民解放军第一野战军第二野战医院。1949年8月，兰州战役胜利，医院移驻兰州，奉命收编了国民党军队的第五十七医院和第二四九医院的医务人员。1950年7月，与已被西北军区接管的原西北军政长官公署下辖的“兰州中央医院”合并，改编成中国人民解放军西北军区第一陆军医院。1951年7月，西北军区第一陆军医院第二部分出，成立西北军区第四陆军医院（后改为中国人民解放军第一医院）；西北军区第一陆军医院第三部分出，成立西北军区第五陆军医院（后改为中国人民解放军第三医院）。
1954年，西北军区第一陆军医院改编为中国人民解放军西北军区总医院，归西北军区后勤部领导。1955年5月，更名为中国人民解放军兰州军区总医院，升格为正师级单位。1994年改编为中国人民解放军兰州军区兰州总医院。医院是首批三级甲等医院。
2004年6月1日，兰州军区空军的中国人民解放军第四七三医院正式被兰州军区兰州总医院接管，并更名为中国人民解放军兰州军区兰州总医院安宁分院。
2016年，在深化国防和军队改革中，兰州军区兰州总医院由中国人民解放军兰州军区转隶西宁联勤保障中心，并更名中国人民解放军兰州总医院。

## 历任领导
| 院长 - 蒲荣饮（1938年—1938年秋，拐峁直属卫生医疗所所长） - 靳来川（1938年秋—1939年，拐峁直属卫生医疗所所长） - 苏井观（1938年—1939年秋，八路军军医院院长） - 鲁之俊（1939年秋—？，八路军军医院、延安白求恩国际和平医院院长） - 黄树则（1945年—1946年，延安白求恩国际和平医院院长） - 徐根竹（1946年10月—1947年10月阵亡，陕甘宁晋绥联防军第二后方医院、西北野战军第二后方医院院长） - 刘允中（1947年—？，西北野战军第二后方医院、西北军区第一陆军医院院长） - 靳来川（1953年—1955年，西北军区第一陆军医院、西北军区总医院院长） - 马慧明（？—？，兰州军区总医院院长） …… - 杜冠仁（？—1979年，兰州军区总医院院长） - 姜聚华 少将（1979年5月—1990年，兰州军区总医院院长） - 吴传明 大校（1990年—？，兰州军区总医院、兰州军区兰州总医院院长） - 殷锁 大校（？—2001年，兰州军区兰州总医院院长） - 樊俊杰 少将（2001年—2008年，兰州军区兰州总医院院长） - 尹强 大校（2008年—，兰州军区兰州总医院院长） | 政治委员 - 杜国兴（1938年—1938年秋，拐峁直属卫生医疗所政治指导员） - 白崇友（1938年秋—1939年，拐峁直属卫生医疗所政治指导员） - 汪东兴（1938年—1940年，八路军军医院、延安白求恩国际和平医院政治委员） - 刘新权（1940年—？，延安白求恩国际和平医院政治委员） - 薛峰（1945年—？，陕甘宁晋绥联防军第二后方医院、西北野战军第二后方医院、西北军区第一陆军医院政治委员） - 刘允中（？—？，西北军区第一陆军医院政治委员） - 邬家馥（？—？，西北军区总医院政治委员） …… - 陈鸣九 少将（？—？，兰州军区总医院政治委员） - 常福顺 大校（？—？，兰州军区总医院政治委员） …… - 李炳仁 大校（1997年12月—1998年5月，兰州军区兰州总医院政治委员） - 赵锡海 大校（？—2003年，兰州军区兰州总医院政治委员） - 黄富强 大校（2003年—2008年，兰州军区兰州总医院政治委员） - 朱自清 大校（2008年—2010年，兰州军区兰州总医院政治委员） - 张柯平 大校（2010年—2016年，兰州军区兰州总医院政治委员） |